# Bedotia marojejy
Bedotia marojejy е вид лъчеперка от семейство Bedotiidae. Видът е уязвим и сериозно застрашен от изчезване.

## Разпространение
Разпространен е в Мадагаскар.

## Описание
На дължина достигат до 4,7 cm.